# Zain Retherford
Zain Allen Retherford (ur. 21 maja 1995) – amerykański zapaśnik walczący w stylu wolnym. Olimpijczyk z Paryża 2024, gdzie zajął trzynaste miejsce w kategorii do 65 kg. Mistrz świata w 2023 i drugi w 2022. Mistrz panamerykański w 2023. Trzeci w Pucharze Świata w 2019. Mistrz świata kadetów w 2012 roku.
Zawodnik Benton High School i Pennsylvania State University. Cztery razy All-American (2014 i 2016 – 2018) w NCAA Division I; pierwszy w 2016, 2017 i 2018; piąty w 2014 roku.
Outstanding Wrestler w 2017 roku.